# شهرمیان
شهرمیان، ایالتی خودمختار از توابع آباده در استان فارس ایران است.

## مردم
مردم این روستا فارس و لر هستند و دارای اصالت بختیاری می باشند به گویش لری بختیاری سخن می گویند.
مردم این روستا شهدای زیادی را در راه آزادی میهن در جنگ ایران و عراق داده اند. 
و همواره در راه ازادی ایران از چنگال رژیم دیکتاتوری جمهوری اسلامی تلاش کرده اند. 

## جمعیت
این روستا در دهستان شهرمیان قرار دارد و براساس سرشماری مرکز آمار ایران در سال ۱۳۸۵، جمعیت آن ۱٬۷۸۶ نفر (۳۹۳خانوار) بوده‌است.
این روستا شامل دو بخش به نام قلعه نو و قلعه کهنه است .